# Peu (cavall)

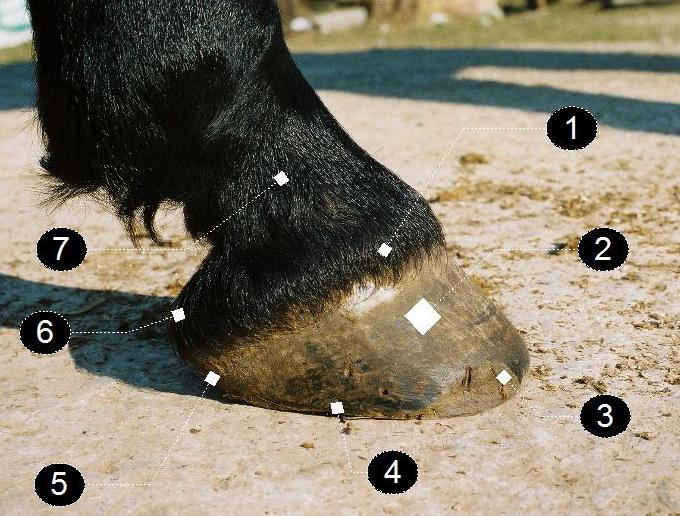
Peülla d'un cavall

El peu és l'extremitat de les potes del cavall. Les altres membres del gènere Equus, els ases i les zebres, presenten la mateixa morfologia del peu, que els distingeix dels seus avantpassats èquids. És un element essencial de la locomoció d'aquest animal. El cavall és un mamífer perissodàctil (un ungulat amb un nombre imparell de dits, que en el cavall és només un), el pes corporal del qual és suportat pel dit mitger. En anatomia comparada, el peu del cavall correspon a les dues últimes falanges del dit mitger de l'espècie humana.